# عزت‌الله رمضانی‌فر
عزت‌الله رمضانی‌فر (زادهٔ اسفند ۱۳۲۳) بازیگر ایرانی سینما، تلویزیون و تئاتر است.

## زندگی
عزت‌الله رمضانی‌فر در سال ۱۳۲۳ در تهران زاده شد. او کار تئاتر را در دوران تحصیل در مدارس تهران آغاز کرد و بعد از اتمام کلاس نهم، با قبولی در یک آزمون ورودی، در رشتهٔ بازیگری ادامه تحصیل داد و در عین حال، فعالیت در تئاتر را از سال ۱۳۴۰ در «ادارهٔ تئاتر» و تماشاخانه سنگلج و در کنار هنرمندانی چون حمید سمندریان، عباس جوانمرد، عزت‌الله انتظامی، علی نصیریان و پرویز فنی‌زاده ادامه داد. او در نمایش میراث کارِ بهرام بیضایی در تالار ۲۵ شهریور در آذرماه ۱۳۴۶ نیز بر صحنه رفت.
عزت‌الله رمضانی‌فر در سال ۱۳۴۴ به‌عنوان دستیار فیلم‌بردار در امور سینمایی وزارت فرهنگ و هنر مشغول به کار شد و در سال ۱۳۵۱ در رشتهٔ فیلم‌برداری از دانشکدهٔ هنرهای دراماتیک کارشناسی خود را دریافت کرد. او فعالیت در سینما را از سال ۱۳۴۸ با بازی در فیلم گاو به کارگردانی داریوش مهرجویی، آغاز کرده است و اینک بیش از پنجاه سال است که در زمینهٔ بازیگری تئاتر و سینما فعالیت دارد.

## کارنامه هنری

### سینما
| سال  | نام                     | کارگردان                       | سمت    |
| ---- | ----------------------- | ------------------------------ | ------ |
| ۱۴۰۲ | شه‌سوار                  | حسین نمازی                     | بازیگر |
| ۱۳۹۸ | لا مینور                | داریوش مهرجویی                 | بازیگر |
| ۱۳۹۵ | دم سرد                  | عباس رزیجی                     | بازیگر |
| ۱۳۸۸ | خواب‌های دنباله‌دار       | پوران درخشنده                  | بازیگر |
| ۱۳۸۳ | پیک‌نیک در میدان جنگ     | سید رحیم حسینی                 | بازیگر |
| ۱۳۸۲ | روایت سه‌گانه            | پرویز شیخ‌طادی                  | بازیگر |
| ۱۳۷۶ | شهردار مدرسه            | محمدباقر خسروی                 | بازیگر |
| ۱۳۷۵ | مینا و غنچه             | محمد حسین پور                  | بازیگر |
| ۱۳۷۳ | حالا چه شود!            | محمدجعفر هرندی                 | بازیگر |
| ۱۳۷۳ | مروارید سیاه            | حبیب‌الله بهمنی شفیع آقامحمدیان | بازیگر |
| ۱۳۷۲ | آشیانه                  | اسماعیل براری                  | بازیگر |
| ۱۳۷۲ | بلوف                    | ساموئل خاچیکیان                | بازیگر |
| ۱۳۷۱ | بیا با من               | مهدی ودادی                     | بازیگر |
| ۱۳۷۱ | مردی در آینه            | ساموئل خاچیکیان                | بازیگر |
| ۱۳۷۱ | مستأجر                  | رحیم رحیمی‌پور                  | بازیگر |
| ۱۳۷۰ | آخرین تلاش              | سیامک اعتمادی                  | بازیگر |
| ۱۳۷۰ | دو همسفر                | اصغر هاشمی                     | بازیگر |
| ۱۳۶۷ | ارثیه                   | کاظم بلوچی                     | بازیگر |
| ۱۳۶۴ | کفش‌های میرزا نوروز      | محمد متوسلانی                  | بازیگر |
| ۱۳۶۴ | یوزپلنگ                 | ساموئل خاچیکیان                | بازیگر |
| ۱۳۶۲ | بالاش                   | اکبر صادقی                     | بازیگر |
| ۱۳۶۲ | تفنگدار                 | جمشید حیدری                    | بازیگر |
| ۱۳۶۰ | مرز                     | جمشید حیدری                    | بازیگر |
| ۱۳۵۹ | از فریاد تا ترور        | منصور تهرانی                   | بازیگر |
| ۱۳۵۹ | کرکس‌ها می‌میرند          | جمشید حیدری                    | بازیگر |
| ۱۳۵۹ | مسافر شب                | منصور تهرانی                   | بازیگر |
| ۱۳۵۸ | خشم الهی                | عزیزالله رفیعی                 | بازیگر |
| ۱۳۵۷ | باغ بلور                | ناصر محمدی                     | بازیگر |
| ۱۳۵۶ | خان نایب                | غلامرضا سرکوب                  | بازیگر |
| ۱۳۵۶ | شارلوت به بازارچه می‌آید | عباس جلیلوند                   | بازیگر |
| ۱۳۵۵ | غیرت                    | مهدی رئیس‌فیروز                 | بازیگر |
| ۱۳۵۵ | والده آقا مصطفی         | ناصر محمدی                     | بازیگر |
| ۱۳۵۴ | اسلحه                   | ناصر محمدی                     | بازیگر |
| ۱۳۵۴ | کندو                    | فریدون گله                     | بازیگر |
| ۱۳۵۴ | مهرگیاه                 | فریدون گله                     | بازیگر |
| ۱۳۵۴ | هم‌قسم                   | مهدی رئیس‌فیروز                 | بازیگر |
| ۱۳۵۳ | جوجه فکلی               | رضا صفایی                      | بازیگر |
| ۱۳۵۳ | حسین آژدان              | رضا صفایی                      | بازیگر |
| ۱۳۵۳ | خشم و خون               | ناصر محمدی                     | بازیگر |
| ۱۳۵۳ | فرار از بهشت            | نصرت‌الله وحدت                  | بازیگر |
| ۱۳۵۳ | میرم بابا بخرم          | امان منطقی                     | بازیگر |
| ۱۳۵۲ | بندری                   | کامران قدکچیان                 | بازیگر |
| ۱۳۵۲ | حریص                    | شکرالله رفیعی                  | بازیگر |
| ۱۳۵۲ | روسیاه                  | اسماعیل پورسعید                | بازیگر |
| ۱۳۵۱ | پستچی                   | داریوش مهرجویی                 | بازیگر |
| ۱۳۵۱ | تنها مرد محله           | داوود اسماعیلی                 | بازیگر |
| ۱۳۵۱ | ساحره                   | کامران قدکچیان                 | بازیگر |
| ۱۳۵۱ | صادق کرده               | ناصر تقوایی                    | بازیگر |
| ۱۳۵۱ | مرد                     | مهدی ژورک                      | بازیگر |
| ۱۳۵۱ | مردی در طوفان           | خسرو پرویزی                    | بازیگر |
| ۱۳۵۰ | حیدر                    | مهدی ژورک                      | بازیگر |
| ۱۳۴۸ | گاو                     | داریوش مهرجویی                 | بازیگر |

### نمایش خانگی
| سال  | نام   | کارگردان   | سمت    |
| ---- | ----- | ---------- | ------ |
| ۱۴۰۰ | جزیره | سیروس مقدم | بازیگر |

### کوتاه
| سال  | نام          | کارگردان   | سمت    |
| ---- | ------------ | ---------- | ------ |
| ۱۳۹۲ | راز یک حقیقت | سعید جلیلی | بازیگر |

### ویدیویی
| سال  | نام         | کارگردان        | سمت    |
| ---- | ----------- | --------------- | ------ |
| ۱۳۹۱ | نفس         | شهروز شکورزاده  | بازیگر |
| ۱۳۸۹ | دزد باوجدان | سیامک خواجه وند | بازیگر |
| ۱۳۸۹ | دو برادر    | محسن منشی زاده  | بازیگر |

### تئاتر
- ۱۳۹۴:یک از صدوهفتادوپنج-حامد هوشیاری-بازیگر
- ۱۳۴۶:میراث و ضیافت-بهرام بیضایی-بازیگر

### تلویزیون
| سال       | نام                                     | کارگردان                             | سمت    | توضیحات |
| --------- | --------------------------------------- | ------------------------------------ | ------ | --- |
| ۱۴۰۳      | ذهن زیبا                                | سیدمحمدرضا خرمندان                   | بازیگر | شبکه ۱ |
| ۱۳۹۸      | به رنگ خاک                              | حسن لفافیان و سید محسن یوسفی         | بازیگر | شبکه ۱ |
| ۱۳۹۷      | افسانه هزارپایان                        | شهاب عباسی                           | بازیگر | شبکه نسیم |
| ۱۳۹۵      | علی‌البدل                                | سیروس مقدم                           | بازیگر | شبکه ۱ - نوروز ۱۳۹۶ |
| ۱۳۹۳      | لبخند ماهی‌ها                            | سعید بصیری                           | بازیگر | این مینی سریالِ ۳ قسمتی در آغاز معصومانه در خواب نام داشت و از شبکه ۲ پخش شد.                                                     |
| ۱۳۹۲      | تله‌فیلم «ایستاده در آغاز»               | سیدمحمدرضا میرمحمد                   | بازیگر | شبکه قرآن و معارف |
| ۱۳۹۱      | چمدان                                   | خسرو ملکان                           | بازیگر | در رمضان ۱۳۹۱ از شبکه ۲ پخش شد.                                                                                                  |
| ۱۳۹۰      | تله‌فیلم «ملک پدری»                      | رسول صانعی                           | بازیگر | به سفارش سیمای مرکز همدان |
| ۱۳۸۹      | تله‌فیلم «مسیر هشتم»                     | حسین قاسمی جامی حسین حبیبی خلیفه‌لو   | بازیگر | |
| ۱۳۸۹      | تله‌فیلم «پیچ عشاق»                      | یوسف صیادی                           | بازیگر | |
| ۱۳۸۹      | تله‌فیلم «هفت سیب سرخ»                   | عباس مشهدی                           | بازیگر | |
| ۱۳۸۹      | تله‌فیلم «سکوت شکسته»                    | حمید اصغری تتماج                     | بازیگر | |
| ۱۳۸۸      | تله‌فیلم «هانیه»                         | محسن زهتاب                           | بازیگر | |
| ۱۳۸۷–۱۳۸۸ | پیرمردها                                | سپهر محمدی                           | بازیگر | شبکه ۲ |
| ۱۳۸۷      | دیدار                                   | سیدجواد هاشمی                        | بازیگر | شبکه ۳ |
| ۱۳۸۵–۱۳۸۶ | ناکجا کجا                               | سپهر محمدی                           | بازیگر | شبکه ۱ |
| ۱۳۸۵      | تا صبح                                  | مجید جوانمرد محمدعلی آهنگر           | بازیگر | شبکه ۱ |
| ۱۳۸۴      | بوی گل‌های وحشی                          | حسینعلی لیالستانی                    | بازیگر | در سال ۱۳۸۵ از شبکه ۲ پخش شد. |
| ۱۳۸۴–۱۳۸۳ | پیله‌های پرواز                           | حسین سهیلی‌زاده                       | بازیگر | شبکه ۲ |
| ۱۳۸۳      | صفر درجه                                | ابوالفضل احمدیان                     | بازیگر | |
| ۱۳۸۲      | کارگران                                 | پرستو گلستانی                        | بازیگر | شبکه ۲ کارگردان تلویزیونی:مهری ظریفی                                                                                             |
| ۱۳۸۰–۱۳۸۱ | این قافله عمر                           | مهدی علی‌احمدی                        | بازیگر | |
| ۱۳۷۹      | امیر و غول چراغ جادو                    | امیرحسین قهرایی                      | بازیگر | شبکه تهران |
| ۱۳۷۸      | زمین سبز (سری اول)                      | حسین قاسمی جامی                      | بازیگر | اواخر دهه هفتاد، از برنامه کودک و نوجوان شبکه ۲ پخش می‌شد.                                                                        |
| ۱۳۷۸      | جزیره‌ای در خشکی                         | حسین قاسمی جامی محمد جوزانی          | بازیگر | در رمضان ۱۳۷۸ از شبکه ۱ پخش شد.                                                                                                  |
| ۱۳۷۷      | حدیث دل                                 | حسین قاسمی جامی                      | بازیگر | شبکه ۱ |
| ۱۳۷۷      | بچه‌های بهشت                             | حسین قاسمی جامی                      | بازیگر | |
| ۱۳۷۷      | عروسک آرزوها و دینگا لیگا دیلینگ دیلینگ | محمود مزرعتی                         | بازیگر | جمعه‌ها از برنامه کودک و نوجوان شبکه ۱ پخش می‌شد.                                                                                  |
| ۱۳۷۵–۱۳۷۶ | ماجراهای آقا جمال                       | حمید اکرمی                           | بازیگر | در برنامه سیمای خانواده شبکه یک پخش می‌شد.                                                                                        |
| ۱۳۷۵      | گریز                                    | کریم آتشی                            | بازیگر | مجموعهٔ پلیسی ۲۰ قسمتی |
| ۱۳۷۵      | شمایل                                   | احمد قربانی                          | بازیگر | شبکه ۱ |
| ۱۳۷۴      | مرد قانون                               | جهانگیر جهانگیری                     | بازیگر | شبکه ۱ |
| ۱۳۷۴      | نابغه‌های قرن بیستم                      | حسین محب‌اهری                         | بازیگر | شبکه ۳ |
| ۱۳۷۴      | فراری                                   | ناصر محمدی                           | بازیگر | هر روز ظهر در برنامه سیمای خانواده پخش می‌شد.                                                                                     |
| ۱۳۷۳      | باد مثل بادکنک                          | محمدباقر خسروی                       | بازیگر | |
| ۱۳۷۲      | خانواده حمزه‌علی خان                     | محمدباقر خسروی                       | بازیگر | شبکه ۱ |
| ۱۳۷۲      | هفته پرماجرا                            | عباس زارعیان فریدون فکوری            | بازیگر | در برنامه سیمای خانواده شبکه ۱ پخش می‌شد.                                                                                         |
| ۱۳۷۲      | هتل                                     | محمدرضا پاسدار                       | بازیگر | شبکه ۱ |
| ۱۳۷۱      | تله‌فیلم «پیراهن یوسف»                   | احمدرضا مؤید                         | بازیگر | |
| ۱۳۷۱      | خاله سارا                               | فرامرز باصری                         | بازیگر | شبکه ۱ |
| ۱۳۷۰      | هزار برگ و هزار رنگ                     | حسین محب‌اهری حسین فردرو              | بازیگر | در برنامه کودک و نوجوان شبکه ۱ پخش می‌شد.                                                                                         |
| ۱۳۶۹      | بچه‌ها خبر!                              | امیرحسین قهرایی                      | بازیگر | شبکه ۱ |
| ۱۳۶۹      | چاق و لاغر و مأمور سوم                  | امیرحسین قهرائی                      | بازیگر | شبکه ۲ |
| ۱۳۶۷      | پشت آینه مات است                        | حسین فردرو                           | بازیگر | شبکه ۱ |
| ۱۳۶۵      | مسابقه تلویزیونی «حواستو جمع کن»        | -                                    | مجری   | یکی دیگر از مجری‌های آن، علیرضا خمسه بود.                                                                                         |
| ۱۳۶۴      | ما می‌توانیم                             | مجتبی یاسینی                         | بازیگر | کارگردان تلویزیونی: بیژن فیاد این مجموعه تلویزیونی، در ۳۹ قسمت ۲۰ دقیقه‌ای، با ارائهٔ قطعات نمایشی به آموزش تئاتر کودکان می‌پرداخت. |
| ۱۳۶۴      | تله‌تئاتر «منبع موثق»                    | مهدی تقی‌نیا                          | بازیگر | کارگردان تلویزیونی: مسعود رسام                                                                                                   |
| ۱۳۶۲      | مخمصه                                   | فرهاد مجدآبادی                       | بازیگر | در نوروز ۱۳۶۳ از شبکه ۱ پخش شد.                                                                                                  |
| ۱۳۵۴      | غریبه                                   | محمدعلی زرندی‌فر                      | بازیگر | تلویزیون ملی ایران |
| ۱۳۴۶–۱۳۴۹ | سرکار استوار                            | منصور پورمند پرویز کاردان پرویز صیاد | بازیگر | این سریال، نزدیک به ۲۰۰ قسمت داشت و پخش آن از اواسط سال ۱۳۴۶ آغاز شد و پس از وقفه‌ای، تا سال ۱۳۴۹ ادامه داشت.                     |